# Juan Antonio Valderrama Caballero
Juan Antonio Valderrama Caballero (Madrid, 24 de juny de 1972), és un cantant espanyol conegut artísticament com a Valderrama, fill dels cantants de copla Juanito Valderrama i Dolores Abril. Entre altres artistes ha col·laborat amb la cantant Clara Montes.
És periodista de formació. Està casat amb la també periodista Rosa Peña, des de 2004.

## Discografia
- La memoria del agua (BMG, 2002), amb les col·laboracions de Joaquín Sabina, Ana Belén i Vicente Amigo. A la guitarra Rubén Levaniegos.
- Alfileres (BMG, 2004). A la guitarra Rubén Levaniegos.
- Ilusión (Kompetencia Records, 2006). En col·laboració amb Rubén Levaniegos i dues cançons de José Luis Perales.
- Moderna tradición (Pias, 2009)
- Sonidos Blancos (Digimusic, 2011)
- Ambrosía (Buho Man Discos, 2014)

## Filmografia
- Franky Banderas (José Luis García Sánchez, 2004)